# Mikuláš Koperník
Mikuláš Koperník (německy Niklas Koppernigk nebo Nikolaus Kopernikus, polsky Mikołaj Kopernik; 19. února 1473, Toruň – 24. května 1543, Frombork) byl astronom, matematik, právník, stratég a lékař, římskokatolický duchovní a tvůrce heliocentrické (sluncestředné) teorie (tzv. koperníkovský obrat).
Jsou po něm pojmenovány krátery na Měsíci (Koperník) a na Marsu (Koperník) a také prvek kopernicium s protonovým číslem 112.

## Životopis
Rod pocházel ze vsi Koperniki u města Nisa. Mikuláš se narodil v Toruni v rodině kupce Mikuláše Niklas Koppernigk, který pocházel z Krakova) a Barbary rozené Watzenrode (svatba před rokem 1464). Jeho rodným jazykem byla němčina. Po smrti otce se jej ujal strýc (matčin bratr) Lukáš Watzenrode, který byl v roce 1489 zvolen varmijským biskupem.
Díky úsilí strýce ukončil v roce 1491 farní školu sv. Jana v Toruni a zahájil studia na krakovské univerzitě, kterou zakončil v roce 1495. V roce 1496 začal studovat právo na univerzitě v Boloni, v roce 1500 absolvoval právnickou praxi v papežské kanceláři v Římě a v následujícím roce získal souhlas k zahájení studií medicíny v Padově spolu s pokračováním studia práva. V roce 1503 se ve Ferraře stal doktorem kanonického práva a v Padově ukončil lékařská studia a získal právo provádět lékařskou praxi.
Na návrh fromborské kapituly se stal v roce 1507 osobním lékařem varmijského biskupa. V témže roce zpracoval komentář k teorii pohybu nebeských těles, první náčrt heliocentrické teorie a rozšířil ho v četných dopisech. V roce 1510 přesídlil do Fromborku a sestavil mapu Varmie.
Spolu s fromborskou kapitulou složil v roce 1512 přísahu věrnosti polskému králi Zikmundovi I. V roce 1513 na výzvu lateránského koncilu vypracoval a poslal do Říma vlastní projekt reformy kalendáře.
Ve Fromborku si opatřil dům v místě příznivém k astronomickým pozorováním, kde vybudoval pozorovatelnu a shromáždil astronomické přístroje. V roce 1514 začal psát první knihu De Revolutionibus Orbium Coelestium.
V letech 1516–1519 působil ve funkci správce kapitulního majetku se sídlem v Olštýně. Přivedl nové osadníky na hospodářství kapituly a s úspěchem připravoval olštýnský hrad k obraně před očekávaným útokem křižáků. V roce 1522 na sjezdu stavů Královského Pruska ve městě Grudziądz přednesl traktát o mincích. Působil v mnoha úřadech, byl poslancem, kancléřem, vizitátorem a kapitulním správcem. Spolupracoval s kartografem Bernardem Wapowským na mapě Polského království a Litvy.
V roce 1533 byly jeho názory v rukopise jeho díla De Revolutionibus předneseny papeži Klementovi VII. V roce 1537 byl králem potvrzen jako jeden ze čtyř kandidátů na biskupa varmijského.

Koperníkovo vidění universa v díle De revolutionibus orbium coelestium

V roce 1539 jej biskup Jan Dantyszek obvinil z konkubinátu[zdroj?], nařídil mu propustit hospodyni a připravoval kanonický proces. K Mikuláši Koperníkovi v roce 1539 přijel Georg Joachim von Lauchen zvaný Rhaeticus, profesor matematiky ve Wittenbergu, aby se seznámil s jeho naukou. V témže roce vyjádřil své mínění o Mikuláši Koperníkovi Martin Luther: Ten hlupák chce převrátit celé umění astronomie! Ale jak uvádí Písmo svaté, Jozue kázal zastavit se Slunci, a ne Zemi!
Norimberský teolog Andreas Osiander přemluvil Mikuláše Koperníka, aby v předmluvě ke svému dílu představil svůj model jako hypotézu, čímž by zjemnil příliš odvážné myšlenky. V Basileji vyšlo v roce 1541 tiskem druhé vydání Narratio prima, Koperník vykonal své poslední astronomické pozorování v životě (zatmění Slunce). Téhož roku jeho žák Georg Joachim zv. Rhaeticus opustil Frombork s rukopisem De Revolutionibus, aby jej dal v Norimberku vytisknout. Úplný název tohoto díla, v němž Koperník shrnul své poznatky v celistvou heliocentrickou teorii, zní De Revolutionibus orbium coelestium libri VI (Šest knih o obězích sfér nebeských).
Lutherův spolupracovník Philipp Melanchthon shrnul svůj názor na Mikuláše Koperníka takto: Někteří si myslí, že je vynikající vypracovat věc tak absurdní, jako onen sarmatský astronom, který uvádí do pohybu Zemi a zadržuje Slunce. Moudří vládci by měli zajisté ovládnout talentovanou lehkomyslnost. V roce 1542 vyšly z tiskařských lisů první dva archy De Revolutionibus. Mikuláš Koperník posílá do Norimberka předmluvu dedikovanou papeži Pavlu III. Kapitoly 13 a 14 první knihy vyšly ve Wittenbergu tiskem v podobě samostatné knihy De lateribus et angulis triangulorum… (O stěnách a úhlech trojúhelníků) s předmluvou Georga Joachima zv. Rhaetica. A v následujícím roce vyšla v Norimberku tiskem celá kniha De Revolutionibus. Tato kniha, ačkoli byla především církevními autoritami považována přinejmenším dalších sto let za nepřijatelnou, přinesla základní obrat v chápání místa člověka v kosmu, neboť na rozdíl od ptolemaiovského systému odmítla přiznat Zemi nejvýznamnější místo v centru všehomíra.
Koperníkův spis De Revolutionibus zařadila katolická církev roku 1616 na Index zakázaných knih. Ke zrušení zákazu šíření Koperníkovy teorie docházelo postupně. V roce 1820 bylo církví povoleno vytištění knihy, jejíž autor se zastával soustavy Koperníkovy, a v roce 1822 rozhodla příslušná římská kongregace že „tisknouti a vydávati knihy jednající o pohybu Země a klidu Slunce dle všeobecného názoru novějších hvězdářů v Římě je dovoleno." Přesto ještě ve vydání Indexu zakázaných knih z roku 1834 je Koperníkovo dílo uvedeno. Teprve v dalším vydání Indexu z roku 1835 již Koperníkův spis není zmíněn.

## Národnost
Od počátků moderního nacionalismu si jej přisvojují Poláci i Němci (současné pojetí národnosti vzniklo v 19. století a za jeho života neexistovalo).

### Argumenty pro polskou národnost
- Narodil se v Polsku. Polsko však nebylo národním státem.
- Byl poddaným polského krále, účastnil se bojů proti křižákům na straně Polska, ale rozdělení politické a etnicko-jazykově-národnostní se překrývalo jen v malé míře.
- Většina zdrojů uvádí, že Koperník byl Polákem.
- Soudobí vědci ho považovali za polského astronoma.
- Dedikoval svá díla polskému králi.

### Argumenty pro německou národnost
- Jeho matka byla původem Němka. Původ otce je sporný.
- Příjmení Koperník může pocházet od dolnoněmeckého Kopper (měď). Má ale polskou koncovku „-nik“.
- Toruň bylo město s převážně německým obyvatelstvem.
- Nejsou důkazy, že uměl polsky. Zachovaly se pouze jeho latinské a německé texty. Polština v jeho době nebyla v písemném projevu příliš používána.

## Hrob

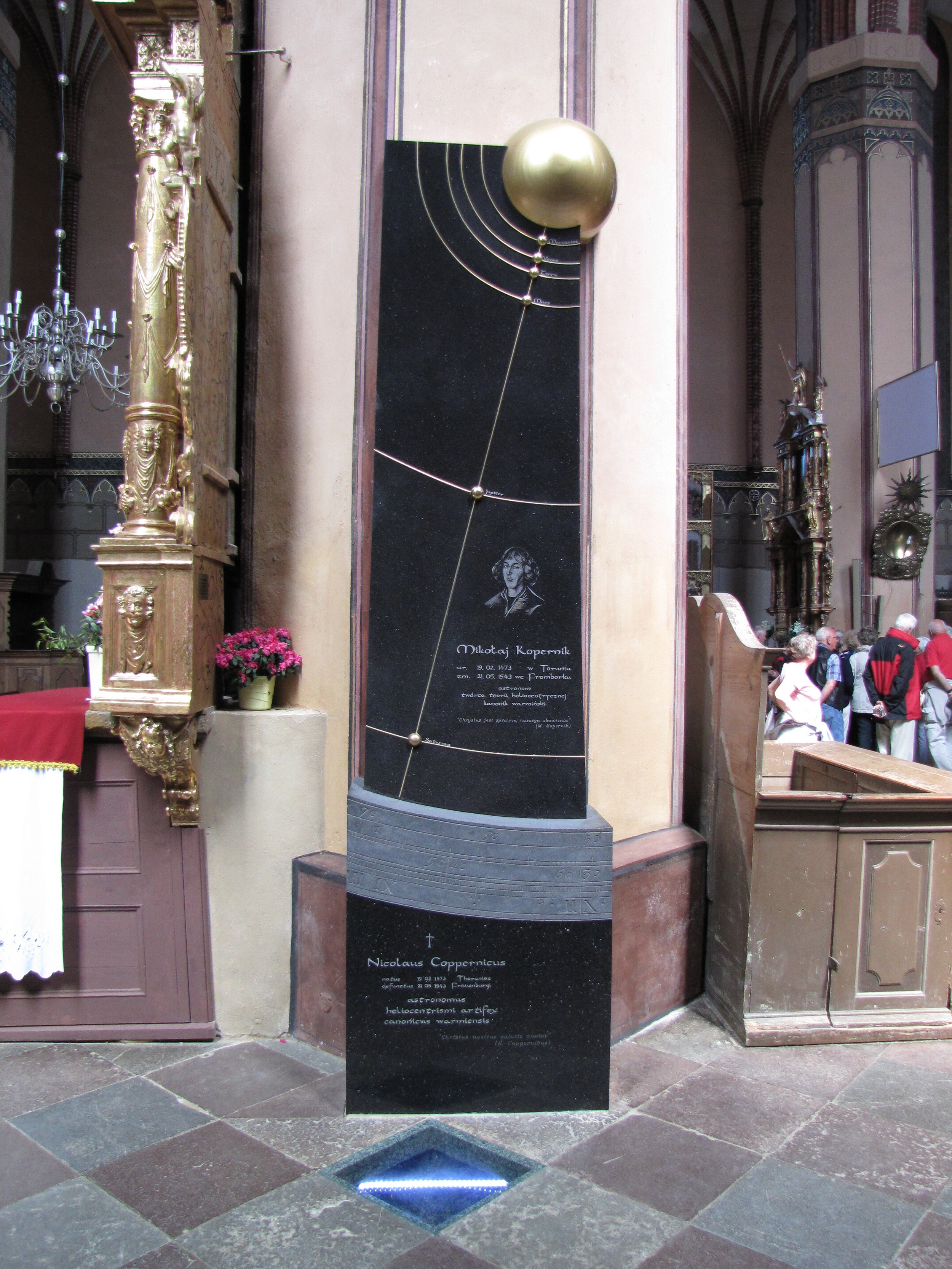
Hrob Mikuláše Koperníka

Po smrti byl pohřben ve fromborské katedrále u oltáře, o který se staral, jak bylo zvykem u kanovníků. Nebylo však známo, který oltář měl na starosti. Polští archeologové řadu let jeho hrob v katedrále hledali a 3. listopadu 2005 oznámili, že v srpnu nalezená lebka s velkou pravděpodobností patřila Mikuláši Koperníkovi. Důkazem má být počítačová rekonstrukce tváře v Ústřední kriminalistické laboratoři ve Varšavě.[nedostupný zdroj] Stoprocentní jistoty však nešlo dosáhnout, protože chyběly testy DNA jeho potomků (jako duchovní nemohl Koperník mít děti). Autentičnost ostatků byla prokázána teprve v roce 2008, když polští vědci za pomoci švédských kolegů porovnali DNA vlasu z knihy, kterou Koperník vlastnil, a DNA jeho zubu z objeveného hrobu. Vědci tak mohli konstatovat, že jde skutečně o astronomovy ostatky.

## Dílo
Souborné Koperníkovo dílo, rozvržené do 9. svazků vydává pod názvem Nicolaus Copernicus Gesamtausgabe bavorské nakladatelství Akademie Verlag.
- De revolutionibus orbium coelestium (O obězích nebeských sfér).
  - Faksimile rukopisu v elektronické podobě je dostupná na webu Jagelonské knihovny v Krakově.
  - Faksimile vydání z r. 1543 na jedné ze stránek NASA.
  - K dispozici je také slovenský překlad Zdeňka Horského aj.: Obehy nebeských sfér, Bratislava : VEDA vydavateľstvo Slovenskej akadémie vied, 1974.
- Koperníkova díla na Projektu Gutenberg.

Spis O obězích nebeských sfér je vybaven obsáhlými tabulkami a propočty. Koperník v něm vyvrací geocentrickou koncepci sluneční soustavy, vypracovanou ve 2. století n. l. Klaudiem Ptolemaiem.